# Ravine Giraud
Die Ravine Giraud ist ein Fluss an der Westküste von Dominica im Parish Saint Paul.

## Geographie
Die Ravine Giraud entspringt am Westhang des Morne Cola Anglais (Bona Vista Estate), eines Vorberges an der Westküste von Dominica. Sie verläuft im Bogen zunächst nach Nordwesten und wendet sich beiSibouli (Amelia Estate) nach Südwesten. Sie erhält noch einen Zufluss von Codjo und im Ortsgebiet von Massacre mündet sie zusammen mit dem nördlich benachbarten Massacre River in das Karibische Meer.
Nach Süden schließt sich das Einzugsgebiet des Check Hall Rivers an.